# Памятник героям Первой мировой войны (Ростов-на-Дону)
Памятник героям Первой мировой войны ― один из монументов в городе Ростов-на-Дону, посвящённый солдатам и офицерам Русской императорской армии, которые приняли участие в Первой мировой войне. Установлен в 2014 году в сквере имени 1-го Пионерского слёта на перекрёстке улицы Красноармейской и переулка Халтуринского.

## Открытие памятника
2014 год стал годом столетия с момента начала Первой мировой войны, активное участие в которой приняла и Россия, армия которой вела боевые действия на Восточном фронте. В 1917 году, в первую очередь из-за внутренних потрясений, положение на фронте стало для России критическим, и в марте 1918 года пришедшие к власти большевики заключили крайне тяжёлый по своим условиям для России мирный договор. Саму войну в СССР называли «империалистической» и несправедливой, поэтому её событиям уделялось крайне мало внимания со стороны властей.
Столетие этого знаменательного события во многом пробудило общественный интерес в России к увековечивания памяти о войне. В 2014 году по всей стране прошёл ряд культурных и научных мероприятий, посвященных данной тематике.
Специальной комиссией по установке памятников в Ростове-на-Дону было рассмотрено три варианта эскиза памятника. В итоге была выбрана работа заслуженного художника России Сергея Михайловича Исакова. Расходы на изготовление и установку взяла на себя Торгово-промышленная палата Ростовской области.
Памятник героям Первой мировой войны в Ростове-на-Дону был открыт 1 августа 2014 года, в день вступления России в войну. Торжественное открытие состоялось при участии мэра города, представителей городской администрации, местного казачества.
Монумент представляет собой 3,5-метровый бронзовый образ солдата в военной форме и с винтовкой на плече.
Также всего в Ростовской области было установлено ещё несколько памятников, посвященных героям Первой мировой войны: в Шахтах, Новочеркасске, Батайске и ещё нескольких населённых пунктах.